# Sowle Nunatak
Sowle Nunatak är en nunatak i Antarktis. Den ligger i Västantarktis. Argentina, Chile och Storbritannien gör anspråk på området. Toppen på Sowle Nunatak är 605 meter över havet.
Terrängen runt Sowle Nunatak är platt västerut, men österut är den kuperad. Trakten är obefolkad. Det finns inga samhällen i närheten.